# Acide 2-amino-3-carboxymuconique-6-semialdéhyde
L’acide 2-amino-3-carboxymuconique-6-semialdéhyde est un métabolite de la dégradation du tryptophane par la voie de la kynurénine. Il est synthétisé à partir de l'acide 3-hydroxyanthranilique par l'action de la 3-hydroxyanthranilate 3,4-dioxygénase (EC 1.13.11.6) et donne spontanément de l'acide quinoléique par des réactions non catalysées par des enzymes, acide suspecté d'être une neurotoxine impliquée dans plusieurs processus neurodégénératifs du cerveau, tels que le syndrome démentiel du SIDA, la maladie d'Alzheimer, la maladie de Huntington, la maladie de Charcot, la maladie de Parkinson et la sclérose en plaques. Par l'action de la 2-amino-3-carboxymuconate-semialdéhyde carboxylase, il peut aussi être transformé en acide picolinique.